# Antoine François de Fourcroy
Antoine François Fourcroy (nascut el 15 de juny de 1755 a París i traspassat el 16 de desembre de 1809 a París), químic i polític francès, va ser un dels primers seguidors de la doctrina de Lavoisier.

## Biografia
Fourcroy, fill d'un apotecari de la casa del duc d'Orleans, estudià medicina i obtingué el títol de doctor l'any 1780. Però canvià els seus interessos cap a la química quan fou recomanat pel seu professor de química per succeir Pierre Joseph Macquer (1718-1784) com a professor de química al Jardí Reial de les Plantes Medicinals. Va ser un professor excel·lent i d'èxit, que va obtenir fama principalment per les seves col·laboracions conjuntes. Fou col·laborador de l'Encyclopédie méthodique.
Quant a la seva vida política, fou defensor de les idees revolucionàries. Va ser membre de la Convenció nacional en el comitè d'instrucció pública i, després, en el de salut pública. Fou també Conseller d'Estat, i en aquest càrrec realitzà una important tasca com a responsable en l'establiment dels programes científics a les escoles primàries i secundàries.

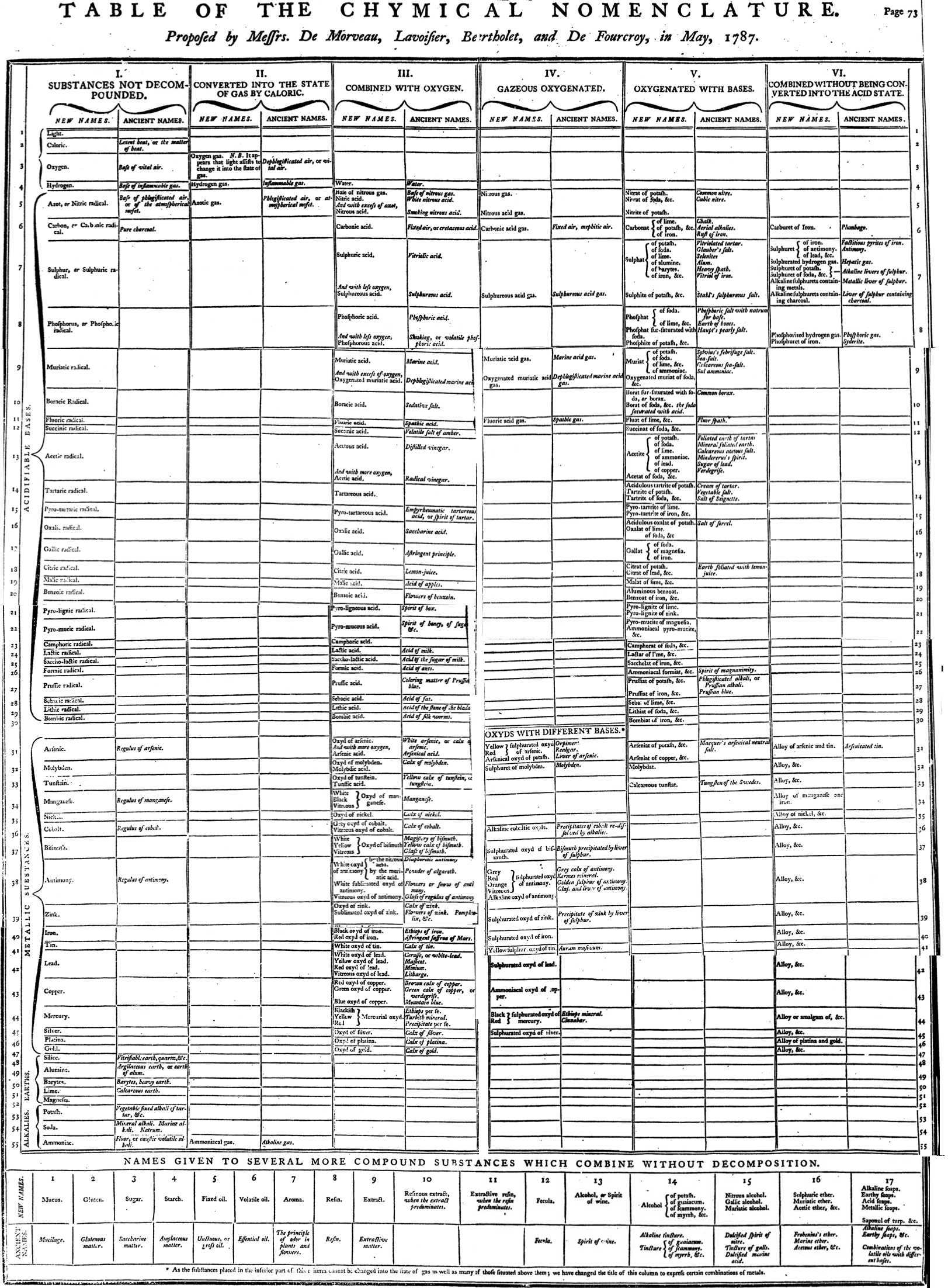
Méthode de Nomenclature Chimique. París (1787) de Antoine Laurent de Lavoisier, Louis Bernard Guyton de Morveau, Claude Louis Berthollet, Antoine François de Fourcroy

## Obra
Les seves investigacions són molt extenses: millorà les tècniques analítiques de Lavoisier i posà a punt un procediment per a la separació del coure de l'estany.
Va redactar, el 1787, junt amb Lavoisier, Guyton de Morveau i Berthollet el Méthode de Nomenclature Chimique un nou sistema racional per anomenar els elements químics i els composts químics que es manté en l'actualitat. En aquesta obra es rebutgen els quatre elements d'Aristòtil (aire, aigua, terra i foc) com a entitats bàsiques, principis o elements, i es proporciona una nova definició d'element químic basada en els treballs de l'anglès Boyle: les substàncies més senzilles, que no poden descompondre's. Fourcroy va elaborar el capítol on es trobaven els noms nous i antics dels 55 elements químics coneguts en aquell moment.

### Obres destacades
- Philosophie chimique, ou Vérités fondamentales de la chimie moderne, disposées dans un nouvel ordre (1792)
- Système des connaissances chimiques et de leurs applications aux phénomènes de la nature et de l'art (1801)
- Entomologia Parisiensis at Gallica (1785)